# ブライアン・メンドーサ
ブライアン・マリノ・メンドーサ（Brian Marino Mendoza 、1994年2月13日 - ）は、アメリカ合衆国のプロボクサー。ニューメキシコ州アルバカーキ出身。元WBC世界スーパーウェルター級暫定王者。

## 来歴
2022年11月5日、ミネアポリスのミネアポリス・アーモリーで元WBAスーパー・IBF・IBO世界スーパーウェルター級統一王者のジェイソン・ロサリオと対戦し、5回35秒KO勝ちを収めた。
2023年4月8日、カリフォルニア州カーソンのディグニティ・ヘルス・スポーツ・パーク・テニスコートでWBC世界スーパーウェルター級暫定王者のセバスチャン・フンドラに挑戦し、7回39秒KO勝ちを収め王座を獲得した。この試合でフンドラは40万ドル（約5340万円）、メンドーサは8万5千ドル（約1140万円）のファイトマネーを稼いだ。
2023年10月14日、クイーンズランド州ブロードビーチのゴールドコーストコンベンション&エキシビション・センターにてWBO世界スーパーウェルター級王者ティム・チューに挑戦するも、12回0-3（112-116、111-116、111-117）判定負けを喫し王座獲得に失敗した。また、メンドーサは同日付でWBC暫定王座を剥奪された。
2024年3月30日、ネバダ州ラスベガスのT-モバイル・アリーナにてティム・チュー対セバスチャン・フンドラの前座のWBC世界スーパーウェルター級暫定王座決定戦でWBC世界スーパーウェルター級2位のセルヒイ・ボハチュクと対戦するも、12回0-3（110-118、111-117×2）判定負けを喫し王座返り咲きに失敗した。本来対戦相手のボハチュクはフンドラとWBC世界同級王座決定戦で対戦する予定だったが、メインイベントを務める予定だったキース・サーマンの負傷欠場に伴いフンドラがメインイベントに繰り上げて出場することとなり、その穴を埋めるためメンドーサが急遽出場し暫定王座決定戦として対戦することとなった。

## 獲得タイトル
- WBC世界スーパーウェルター級暫定王座(防衛0=剥奪)